# Marylinka mimera
Marylinka mimera är en fjärilsart som beskrevs av Józef Razowski och Becker 1983. Marylinka mimera ingår i släktet Marylinka och familjen vecklare. Inga underarter finns listade i Catalogue of Life.